# 珀木拉普火山
珀木拉普火山（西班牙語：Volcán Pomerape）是位于智利与玻利维亚边界上的复式火山，为内瓦多斯·德·帕亚查塔火山群的一部分。地处帕里纳科塔火山北部，海拔6282米。在更新世时期曾经喷发过。